# Mjölby (Gemeinde)
Koordinaten: 58° 20′ N, 15° 8′ O

Mjölby ist eine Gemeinde (schwedisch kommun) in der schwedischen Provinz Östergötlands län und der historischen Provinz Östergötland. Der Hauptort der Gemeinde ist Mjölby.

## Größere Orte
| - Hogstad - Mantorp - Mjölby - Skänninge | - Spångsholm - Sya - Väderstad |

## Städtepartnerschaften
Mjölby ist durch Partnerschaften verbunden mit den Städten oder Gemeinden Hankasalmi in Finnland, Häädemeeste in Estland und Karmøy in Norwegen.